# Ранні міграції людства

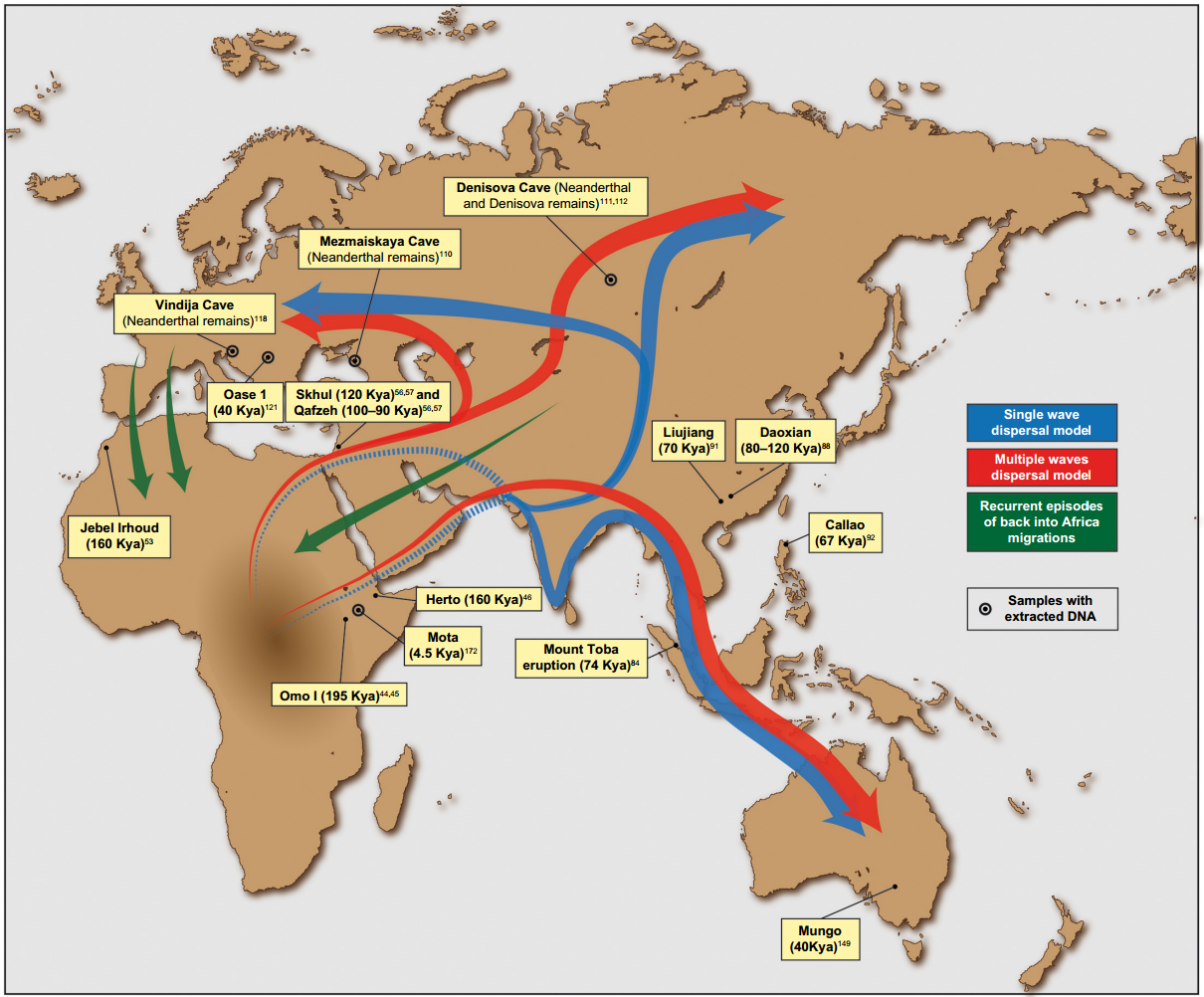
Можливі хвилі міграції з Африки і зворотні міграції на цей континент, а також місця розташування основних знахідок предків людини та археологічних ділянок (López et al. 2015).

Ранні міграції людства — найбільш ранні міграції та розширення ареалу архаїчної та сучасної людини по різних континентах, які почалися 2 мільйони років тому міграцією «з Африки» Homo erectus.  Після цієї початкової міграції відбулися міграції інших архаїчних людей, включно з H. heidelbergensis, які жили бл. 500 тис. років тому та ймовірно були предками і денисівської людини, і неандертальців.  Вважається, що ранні гомініди «перетинали суходольні мости, які пізніше стали вкриті водою» (History Alive, надр. 2004, TCI).
Homo sapiens розселилися Африкою невдовзі після виділення в окремий вид, бл. 300 тис. років тому.
«Теорія африканського походження людини» припускає, що анатомічно сучасні люди за межами Африки є нащадками популяції Homo sapiens, які мігрувала зі Східної Африки десь 70 тис. років тому та поширилася вздовж південного берега Азії до Океанії раніше за 50 тис. років тому. Сучасні люди поширились Європою бл. 40 тис. років тому.
Відомо, що мігруючі популяції сучасних людей змішувались з місцевими різновидами архаїчних людей, тому сучасні нам людські групи незначною мірою є нащадками (менше 10% внеску) регіональних підвидів архаїчних людей.
Після останнього льодовикового максимуму, північно-євразійські популяції мігрували до Америк бл. 20 тис. років тому. Північна Євразія була заселена не раніше 12 тис. років тому, на початку Голоцену. Арктична Канада та Ґренландія були заселені палеоескімосами бл. 4 тис. років тому. І нарешті Полінезія була заселена 2 тис. років тому, експансією австронезійців.

## Ранні люди (доHomo sapiens)
Найраніші люди розвинулись з предків-австралопітекоподібних десь 3 млн років тому, найбільш ймовірно у Східній Африці, довкола Кенійської рифтової долини, де були знайдені найстаріші відомі кам'яні знаряддя. Кам'яні знаряддя, нещодавно відкриті на ділянці Шангчжен (Shangchen) у Китаї та датовані 2,12 млн.років тому, вважаються найбільш раннім відомими свідченням гомінідів за межами Африки, випереджаючи Дманісі у Грузії на 300 тис. років.

### Homo erectus
У періоді між 3 і 2 млн.років тому, Homo поширились по Східній Африці та до Південної Африки (Telanthropus capensis), але не до Західної Африки.
Бл. 1,9 млн.років тому, Homo erectus мігрувала з Африки через Левантійський коридор і Сомалійський півострів до Євразії. Цю міграцію пов'язують з роботою Сахарського насосу, бл. 1,9 млн.років тому.
Homo erectus поширився по більшій частині Старого світу, досягнувши аж до Південносхідної Азії. Це поширення прослідковується за олдувайською кам'яною індустрією, яка 1,3 млн років тому простягалась на північ аж до 40-ї паралелі (Сяочанліянг (спрощ.: 小长梁; кит. трад.: 小長梁; піньїнь: Xiǎochángliáng)).
Ключовими ділянками свідчення цієї ранньої міграції з Африки є Ріват у Пакистані (~2 млн.років тому?), Убейдія у Леванті (1,5 млн.років тому) і Дманісі на Кавказі (1,81 ± 0,03 млн років тому, p = 0.05).
Китай був заселений десь 1,66 млн років тому, на підставі кам'яних артефактів знайдених у долині Ніхеван (Nihewan). Археологічна ділянка Сіходу (西侯渡) у провінції Шаньсі містить найбільш ранні відомі свідчення освоєння вогню Homo erectus, що датуються 1,27 млн років тому. Південно-Східну Азію (острів Ява) ранні люди досягли бл. 1,7 млн років тому (Мегантроп). 
Знайдені в селищі Королево кам'янні знаряддя праці віком 1,4 млн років підтвердили, що Homo erectus почали заселяти Європу зі сходу на захід вздовж долин річки Дунай. Західну Європу було вперше заселено близько 1,2 млн років тому (Атапуерка).
Роберт Беднарік запропонував контроверсійну теорію, що Homo erectus могли будувати плоти та перетинати океани.

### ПісляH. erectus

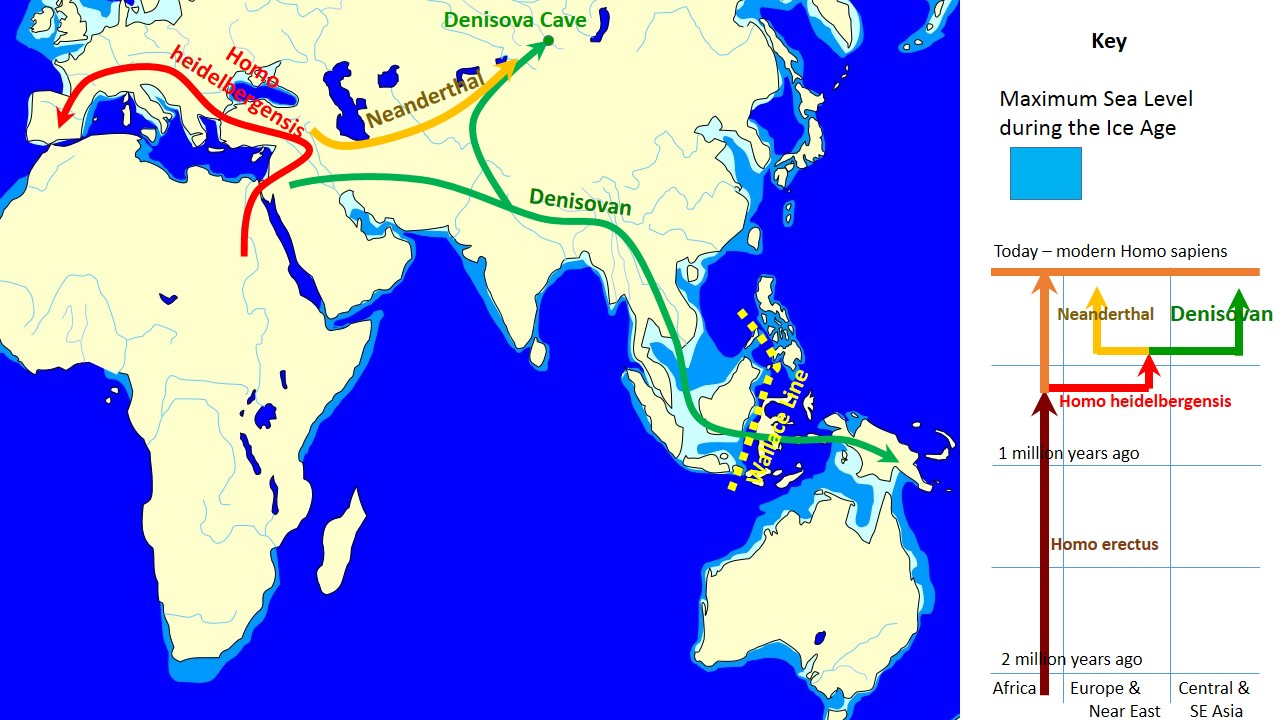
Поширення денисівської людини та неандертальців після 500 тис. років тому

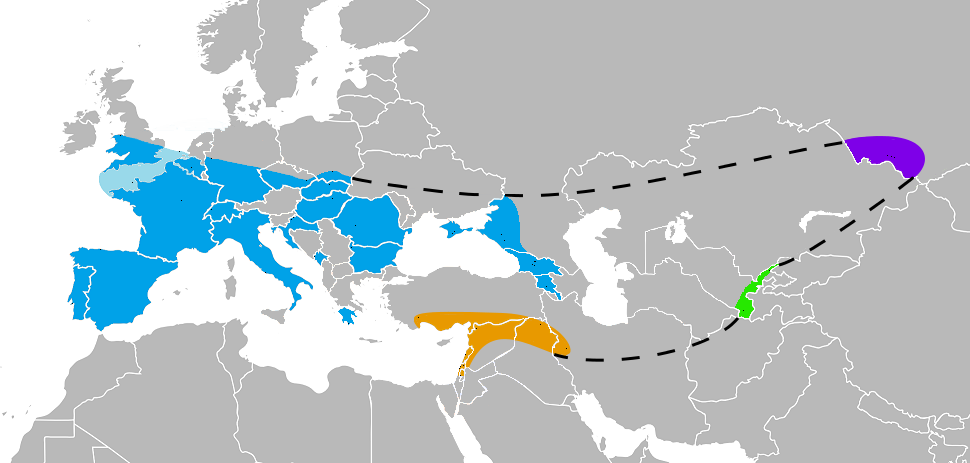
Відомий ареал неандертальців з окремими популяціями у Європі та на Кавказі (синій), Близькому Сході (оранжевий), Узбекистані (зелений) і в регіоні Алтаю (фіолетовий)

Через мільйон років після виокремлення, H. erectus почав розподіл на нові види. H. erectus є хроновидом і ніколи не вимирав, тому його "пізнє виживання" є предметом таксономічного звичаю. Вважається, що пізні форми H. erectus існували до близько 500 тис. років тому або до 143 тис.років тому найпізніше, з похідними формами, такими як H. antecessor у Європі бл.800 тис. років тому та H. heidelbergensis у Африці бл. 600 тис. років тому. Остання в свою чергу поширилась східною Африкою (H. rhodesiensis) та до Євразії, де стала предком неандерталькців і денисівської людини.
H. heidelbergensis, неандертальці та денисівці поширились на північ вище 50-ї паралелі (Ерсхем Піт, Боксгроув бл.500 тис. років тому, Свонскомб Херітедж Парк 400 тис. років тому, Денисова печера 50 тис. років тому).
Припускається, що неандертальці могли досягнути межі Арктики бл. 32 тис. років тому, коли їх витіснили з їх більш ранніх територій H. sapiens, на підставі розкопок 2011 року на ділянці Бузовая в Уральських горах (Республіка Комі, 65°01′ пн. ш. 57°25′ сх. д. / 65.02° пн. ш. 57.42° сх. д.).
Вважається, що інші архаїчні види людей поширились в цей час Африкою, хоча скам'янілостей знайдено мало. Їх присутність припускається на основі ознак схрещування з сучасними людьми, які знаходять у геномі африканських народів.
Homo naledi, знайдений у Південній Африці 2013 року та попередньо датований бл. 300 тис. років тому, може бути скам'янілістю-доказом існування таких архаїчних видів людей.
Неандертальці поширились на Близький Схід та Європу, а той час як денисовці ймовірно поширились Центральною та Східною Азією аж до Південно-Східної Азії та Океанії. Існують свідчення, що денисовці схрещувались з неандертальцями у Центральній Азії, де перетинались їх ареали.
Найбільш ймовірним вважається, що H. sapiens розвинулась з африканського підвиду H. antecessor бл. 300 тис. років тому.

## Homo sapiens

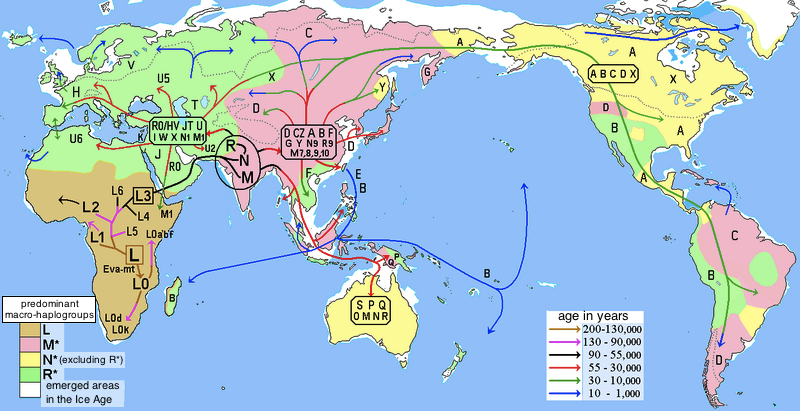
Early modern human migrations based on the distribution of mitochondrial haplogroups.

### Поширення Африкою
Вважається, що Homo sapiens (анатомічно сучасна людина) виникла бл. 300 тис. років тому, на основі термолюмінісцентного датування артефактів з Джебель-Ірхуд, Марокко, результати якого були надруковані 2017 року.
До цього, найстарішими відомими залишками анатомічно сучасної людини тривалий час вважалися залишки Омо, розкопані між 1967 і 1974 роками у Національному парку Омо, Ефіопія, і датовані 200 тис. років тому.
Ранні сучасні люди поширились до Західної Євразії, Центральної, Західної та Південної Африки  з часу їх виділення у вид. Хоча таке раннє поширення у Євразію, ймовірно, не було успішним, поширення до Південної і Центральної Африки мали наслідком найбільш ранніх за часом відмінностей у сучасній людські популяції. Раннє поширення сучасної людини в Субсахарській Африці, ймовірно, спричинили припинення пізньої Ашельської культури (Культура Фаурсміт) бл. 130 тис. років тому, хоча деякі дослідники припускають дуже пізнє співіснування архаїчної та сучасної людини (аж до 12 тис. років тому), зокрема у Західній Африці.
Предки сучасних койсанських народів поширилися до Південної Африки не пізніше 150 тис. років тому, можливо навіть раніше
260 тис. років тому, і на початок так званої MIS 5 "мегапосухи" 130 тис. років тому існувало два кластери популяції предків у Африці, які були носіями мтДНК гаплогрупи L0 у південній Африці, що є предками койсанських народів, і носіями гаплогрупи L1-6 у центральній/східній Африці, які є предками решти людства. Існувала значна зворотня міграція носіїв гаплогрупи L0 у східну Африку між 120 і 75 тис. років тому.
Поширення у центральну Африку предків центрально-африканських популяцій збирачів (африканських пігмеїв) найбільш ймовірно відбулося раніше 130 тис. років тому, і точно раніше 60 тис. років тому.
Ситуація у Західній Африці важко піддається інтерпретації з огляду на малу кількість виявлених скам'янілостей. Ймовірно Homo sapiens досягнули західну Сахельську зону до 130 тис. років тому, а тропічні Західно-Африканські археологічні ділянки, які пов'язують з H. sapiens, з'явились лише після 130 тис. років тому. На відміну від решти Африки, архаїчні ділянки Середньої Кам'яної доби існували тут дуже довго, аж до межі Голоцену (12 тис. років тому), вказуючи на можливість виживання археантропів та їх пізню гібридизацію з H. sapiens у Західній Африці.

### Раннє поширення Північною Африкою
Популяції H. sapiens мігрували до Леванту та Європи між 130 і 115 тисяч років тому, а можливо і у більш ранніх хвилях, аж до 185 тис. років.
Вважається, що ці ранні міграції не призвели до тривалої колонізації та відкотились бл. 80 тис. років тому.
Існує ймовірність, що ця перша хвиля експансії досягла Китаю (або навіть Північної Америки) не пізніше 125 тис. років тому, але вимерла, не залишивши сліду у геномі сучасних нам людей.
Також існують певні докази на користь того, що сучасні люди полишили Африку не пізніше 125 тис. років тому двома різними шляхами: через долину Ніла на Середній Схід, принаймні до сучасного Ізраїлю (Кафзех: 120–100 тис. років тому); та другий шлях через сучасну Баб-ель-Мандебську протоку Червоного моря (яка в той час була набагато мілкіша та вужча), перетнувши її до Аравійського півострова і розселившись по території сучасних ОАЕ (125 тис. років тому) and Oman (106,000 years ago), а потім, ймовірно, далі мігрували на Індійський субконтинент (Джавалпурам: 75 тис. років тому). Незважаючи на те, що в цих трьох місцях ще не знайдені людські залишки, видима схожість між кам'яними знаряддями, знайденими у Джебел Файя,, зі знаряддями з Джавалпурама та деякими африканськими дозволяє припустити, що їх творці всі були сучасними людьми. Ці знахідки можуть підтримати твердження, що сучасна людина прибула з Африки у південний Китай бл. 100 тис. років тому (печера Чжижень, Чжиженьдун, місто Чунцзо: 100 тис. років тому; та люцзянський гомінід (провінція Люцзян): контроверсійно датований 139–111 тис. років тому). Результати датування зубів з Лунадонг (долина Бубінг, Гуансі-Чжуанський автономний район, південний Китай), які включають правий верхній другий корінний зуб та лівий нижній другий корінний зуб, вказують на те, що ці зуби можуть мати вік 126 тис. років.
Оскільки ці попередні виходи з Африки не залишили слідів у результатах генетичного аналізу на основі Y-хромосоми та на основі мтДНК (які представляють лише незначну частину людського генетичного матеріалу), ймовірно ті сучасні люди не вижили або вижили лише у незначній кількості та були асимільовані нашими основними предками. Поясненням їх вимирання (або малого генетичного сліду) може бути теорія катастрофи вулкана Тоба (74 тис. років тому). Однак, деякі дослідники доводять, що вплив цієї катастрофи на людську популяцію не був драматичним.
Азійський центр походження та поширення мтДНК-гаплогрупи L3 також припускається на основі виявлених скам'янілостей, схожих дати формування L3 та її похідних клад M і N, поширених Євразією (~71 тис. років тому), віддаленого розташування у Південно-Східній Азії найстаріших субклад M і N, та порівняного віку батьківської гаплогрупи DE. Таким чином пропонується, що після початкової міграції з Африки ранньої анатомічно сучасної людини бл. 125 тис. років тому, повністю сучасні жінки - носії L3-гаплогрупи мігрували назад до місця виникнення материнської гаплогрупи у Євразії бл. 70 тис. років тому разом з чоловіками - носіями батьківської гаплогрупи E, виникнення якої також припускається в Євразії. Також припускається, що ці нові евразійські роди значною мірою замінили старі автохтонні чоловічі та жіночі африканські роди.

### Прибережна міграція

Оглядова мапа заселення світу ранніми людьми під час Пізнього палеоліту, виконана в парадигмі Південного поширення.

Так зване "нещодавнє поширення" сучасних людей розпочалося бл.70 тис.років тому; саме воно призвело до триваючого розселення сучасних людей по всьому світу.
Невелика група людей (що ймовірно нараховувала менше 1000 людей), що були носіями  мітохондріальної гаплогрупи L3, з популяції, яка населяла Східну Африку, перетнула Червоне море через Баб-ель-Мандеб, і досягла сучасного Ємену, десь після 75 тис. років тому. Нещодавній перегляд історичних доказів також надав підтримку існуванню більш північного шляху через Синай/Ізраїль/Сирію (Левант).
Їх нащадки поширились вздовж прибережного маршруту довкола Аравії та Персії до Індійського субконтиненту не пізніше 55 тис. років тому.
Сценарій прибережної міграції у періоді між бл. 70 і 50 тисячами років тому асоціюється з появою мітохондріальних гаплогруп M і N, які обидві є похідними від L3.
Фрагмент щелепи з вісьмома зубами, знайдений у печері Міслія, Ізраїль, був датований бл.185 тис. років тому. Шари ґрунту у цій печері, які були датовані між 250 і 140 тис. років тому, містили знаряддя левалуазького типу, що може змістити датування першої міграції на ще більш ранній період, якщо ці знаряддя будуть пов'язані зі знахідками щелеп сучасної людини.
На своєму шляху H. sapiens змішувалися з неандертальцями та денисівською людиною, свідченням чого є те, що ДНК денисівської людини складає 0,2% ДНК мешканців суходольної Азії та корінних американців.

#### Океанія
Міграції продовжувались вздовж узбережжя Азії до Південно-Східної Азії і Океанії, і Австралія була колонізована не пізніше 50 тис. років тому.
Досягнувши Австралії, H. sapiens вперше поширився далі, ніж H. erectus.
Спадок денисівської людини прослідковується у меланезійців, австралійських аборигенів та у менших розкиданих груп народів Південно-Східної Ахії, таких як Маманва, негритоського народу на Філіппінах, що дозволяє припустити схрещення у Східній Азії, де жила Денисівська людина. Денисівська людина могла перетнути лінію Воллеса, і Воллесія могла стати її останнім рефугіумом. Homo erectus перетнув протоки Ломбок, досягнувши острова Флорес, але не досягли Австралії.

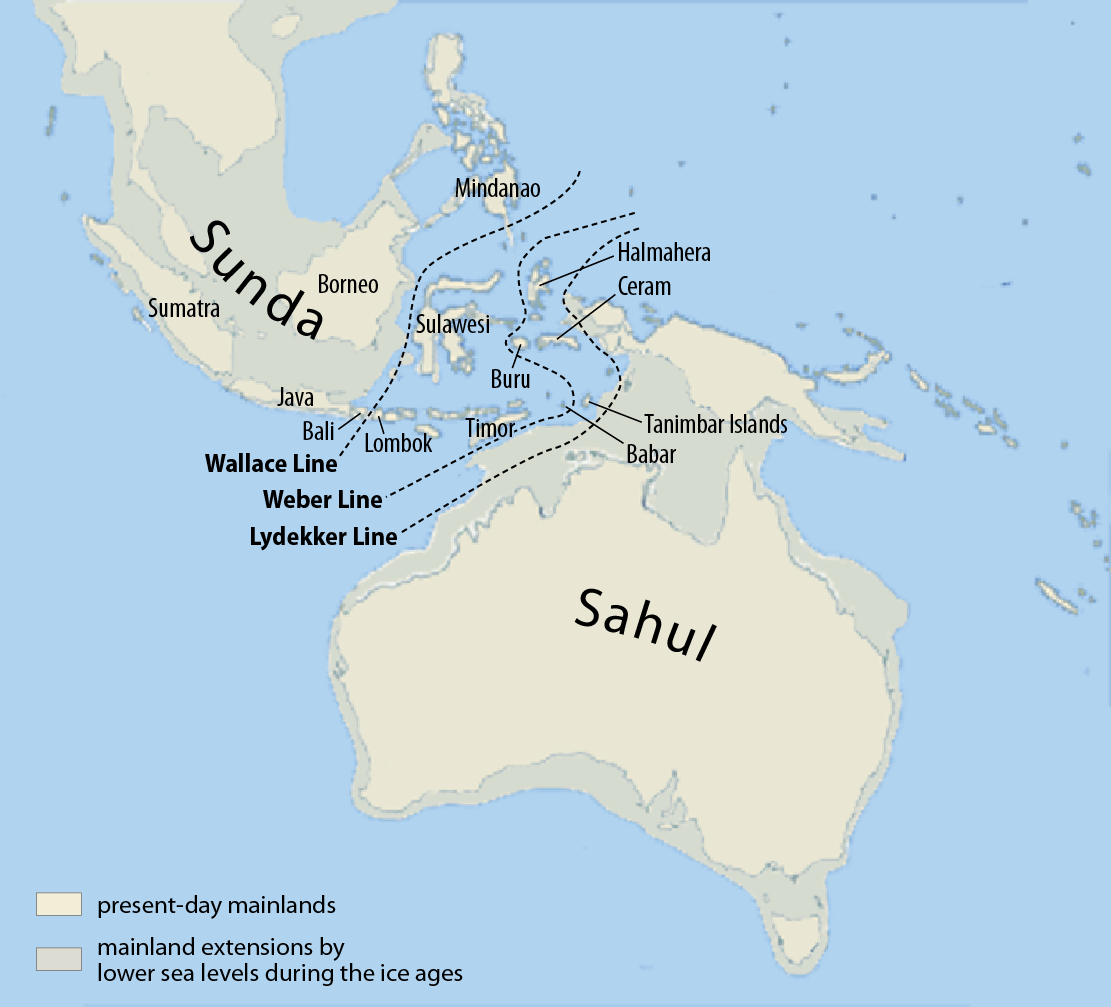
Мапа показує ймовірне поширення суші і води в часи останнього льодовикового максимуму, 20 тис. років тому, коли рівень моря, ймовірно, був на 110 метрів нижчим, ніж сьогодні.

Коли рівень моря був значно нижчим, більшість морської Південно-Східної Азії утворювало одну масу суходолу, відому як Зонда. Міграція продовжувалась на південний схід прибережним маршрутом до проток між Зонда та Сахул (континентального суходолу, який включав сучасні Австралію та Нову Гвінею. Діри у лінії Вебера становлять до 90 км у ширину, тому міграція до Австралії та Нової Гвінеї потребувала б навичок плавання морем. Міграція також продовжувалась вздовж берега, повернувши врешті-решт на північний схід до Китаю та досягнувши Японії, після чого вона повернула всередину континенту. Свідченням цього є патерн мітохондріальних гаплогруп, які походять від гаплогрупи  M, та у Y-хромосомній гаплогрупі C.
Розшифровка генома аборигена зі старого зразка волосся у Західній Австралії виявила, що ця особа була нащадком людей, які мігрували до Східної Азії між 75 і 62 тис. років тому. Це підтримує теорію одиничної міграції до Австралії та Нової Гвінеї до прибуття сучасних азійців (між 38 і 25 тис. років тому) та їх пізнішої міграції до Північної Америки. Вважається, що ця міграція сталась бл. 50 тис. років тому, до того, як Австралія та Нова Гвінея були відділені зростанням рівня моря бл. 8 тис. років. Це підтримується датуванням свідчень найстарішого відомого поселення в Австралії 50–60 тис. років тому, найстаріших відомих залишків людини - 40 тис. років тому, найстарішими відомими залишками людини, датованими принаймні 65 тис. років тому та вимиранням Австралійської мегафауни між 46 і 15 тис. років тому, яке на думку Тіма Фланнері сталося внаслідок діяльності людини аналогічно до того, що відбулося в Америках. Предметом дискусії залишається, чи продовжувалось в Австралії використання знарядь Кам'яної доби.

### Поширення Євразією
Вважається, що популяція, яка досягла Південної Азії внаслідок прибережної міграції, лишилась там орієнтовно на 10 тисяч років - між 60 і 50 тис. років тому, перш ніж поширитись далі Євразією.
Поширення ранніх людей на початку Пізнього палеоліту, спричинило появу великих популяційних груп Старого світу і Америк.
На заході популяції Пізнього палеоліту асоціюються з мітохондріальною гаплогрупою R та її похідними, які поширені в Азії та Європі, зі зворотньою міграцією гаплогрупи M1 до Північної Африки та Сомалійського півострову декілька тисячоліть тому.
Датування присутності людини у Європі вважається точним після 40 тис. років тому, та ймовірно 43 тис. років тому,
коли вона швидко замінила там популяцію неандертальців. Сучасні європейці мають спадок неандертальців, але вважається, що значне змішування між неандертальцями та сучасною людиною завершилось не пізніше 47 тис. років тому, тобто відбувалось до прибуття сучасної людини в Європу.
На основі дослідження мітохондріального ДНК вважається, що сучасна людина пройшла принаймні через одне генетичне пляшкове горло, коли була значно зменшена різноманітність геному. Генрі Гарпендінг (Henry Harpending) припустив, що люди поширились з географічно обмеженої території бл. 100 тис. років тому, пройшли через генетичне пляшкове горло, а потім бл. 50 тис. років тому розпочалось різке зростання географічно розкиданих популяцій, починаючи з Африки і поширившись і інші місця. Існують кліматологічні та геологічні свідчення на користь пляшкового горла. Вибух вулкану Тоба створив холодний період тривалістю 1000 років (це було найбільшим вулканічним виверженням Четвертинного періоду, можливо зменшивши людські популяції до кількох тропічних рефугіумів. Припускається, що загальна популяція людини зменшувалась до 15 тисяч. У таких умовах генетичний дрифт та ефект засновника могли максимізуватись. Більша різноманітність серед африканських геномів може частково завдячувати більшій кількості африканських рефугіумів під час тривання катастрофи Тоба.
Однак, нещодавній огляд підкреслює, що гіпотеза про один виток неафриканських популяцій менше узгоджується з аналізом стародавнього ДНК, ніж гіпотеза про багато джерел з генетичним змішуванням по Євразії.

#### Європа
Вважається, що анатомічно сучасна людина досягла Європи бл.40 тис. років тому з Центральної Азії та Середнього Сходу в результаті адаптації до полювання на великого звіра фауни післяльодовикового степу.
Неандертальці були присутні на Середньому Сході та Європі. Ареали проживання популяцій неандертальців та сучасних людей на деяких територіях накладались один на одного (наприклад на Піренейському півострові та на Середньому Сході) і популяції сучасних людей, які переселялись (також відомих як "кроманьйонці" або європейська рання сучасна людина) до певної міри зхрещувались з ними. Таке змішування може бути причиною генів неандертальців у мешканців Євразії та Океанії часів палеоліту та сучасності.
Важливою відмінністю між Європою та іншими частинами населеного світу була північна широта; археологічні свідчення дозволяють припустити, що людина, неандертальці або кроманьйонці, досягли стоянок у Арктичній Росії вже 40 тисяч років тому.
Першими анатомічно сучасними людьми в Європі вважаються кроманьйонці; вони ввійшли у Євразію через гори Загрос (поблизу сучасного Ірану і східної Туреччини) бл. 50 тис. років тому. Одна їх група досить швидко заселила прибережні території довкола Індійського океану, а друга мігрувала на північ до степів Центральної Азії. Залишки сучасної людини, які датуються 45-43 тисячі років тому, були знайдені в Італії and Britain, а знайдені в європейській частині російської Арктики -  40 тис. років тому.
Людина колонізувала території на захід від Уралу, полюючи на оленів, але стикнулася з викликами адаптації; зимові температури сягали мінус 20−30 °C , а можливості знайти паливо та прихисток були обмежені. Вони подорожувлаи пішки та покладалися на полювання високомобільних стад для отримання їжі. Ці виклики були подолані технологічними інноваціями: виробництвом обягу по фігурі зі шкір хутряного звіра; будівництвом притулків з вогнищаями, які використовували кістки як паливо; і риттям “крижаних сховищ” у вічній мерзлоті для зберігання м'яса та кісток.
Секвенування мітохондріальної ДНК двох кроманьйонців з печери Пагліччі в Італії, датованої 24-23 тисячі років тому (Paglicci 52 і 12), ідентифікувало мтДНК як гаплогрупу N, типову для цієї групи.
Вважається, що поширення популяції сучасної людини почалось 45 тис. років тому і для колонізації Європи знадобилось 15–20 тис. років.
Протягом цього часу неандертальців повільно витісняли. Оскільки заселення Європи зайняло стільки часу, можливо сучасна людина та неандертальців постійно змагались за територію. Неандертальці мали більший мозок та в цілому були більші, з більш важкою статурою, тому ймовірно фізично були сильніші за сучасну Homo sapiens. Оскільки вони прожили в Європі 200 тис. років, вони були більше адаптовані до холодної погоди. Анатомічно сучасна людина, відома як кроманьйонці, з широкою торговою мережею, кращою технологією та тілами, що ймовірно краще були пристосовані до бігу, врешті решт повністю витіснили неандертальців, чиїм останнім притулком став Піренейський півострів. Орієнтовно 25 тис. років тому археологічні свідчення неандертальців припиняються, що свідчить про їх вимирання. Остання відома популяція жила довкола системи печер на віддаленому південному березі Гібралтара між 30 і 24 тисячі років тому.
На основі величини нерівноважного зчеплення вважається, що останній потік генів неандертальців у ранніх предків європейців відбувся 65-47 тисяч років тому. З урахуванням археологічних свідчень та виявлених скамянілостей, цей потік генів ймовірно трапився десь у Західній Євразії, можливо на Середньому Сході. Дослідження показують вищий відсоток генів неандертальців у азійцях, ніж у європейцях. Північноафриканські групи поділяють схожий надлишок похідних аллелей з неандертальцями, як і неафриканські популяції, а от африканські групи в Субсахарській Африці є єдиними популяціями сучасних людей, які переважно не мають домішку неандертальців. Пов'язаний з неандертальцями гаплотип B006 гену дистрофіну також був знайденим серед мігруючих груп скотарів у Сахелі та на Сомалійському півострові, які асоціюються з північними популяціями. Відповідно, присутність цього гаплотипу B006 на північному та північносхідному периметрі Африки на південь від Сахари приписується генетичному потоку неафриканського походження.

#### Східна та Північна Азія
"Тяньюаньська людина", яка жила на території Китаю бл. 40 тис. років тому, мала суттєвий домішок неандертальців серед предків.
Дослідження 2017 року стародавньої ДНК Тяньюаньськи людини показало, що вона була тісно пов'язана з сучасними популяціями Східної Азії, але не є їх прямими предком.
Дослідження 2013 року виявило інтрогресії 18 генів неандертальців у хромосомному регіоні 3p21.31 (регіон HYAL region) у мешканців Східної Азії. Інтрогресійні гаплотипи були позитивно відібрані лише у популяцій Східної Азії, поступово зростаючи починаючи з 45 тис. років до раптового збільшення коефіцієнту рості між 5 і 3,5 тисячами років тому. Они трапляються з високою частотою серед популяцій Східної Азії у порівнянні з іншими євроазійськими популяціями (напр., європейськими та південноазійськими популяціями). Результати дослідження також дозволяють припустити, що ці інтрогресії неандертальців трапилися серед популяції спільних предків мешканців Східної Азії та корінних американців.
Дослідження 2016 року вважає аналіз генетики популяції народу Айни, які мешкають у північній Японії, ключовим для реконструкції раннього заселення Східної Азії. З'ясовано, що Айни представляють більш базову гілку, ніж сучасні популяції фермерів Східної Азії, і ймовірно мають стародавній (до Неоліту) зв'язок з мешканцями північносхідного Сибіру.
Дослідження 2013 року пов'язало деякі фенотипні характеристики, які асоціюються з монголоїдною расою, з одиничною мутацією гену EDAR, яка відбулася бл. 35 тис. років тому.
Мітохондріальні гаплогрупи A, B і G виникли бл. 50 тис. років тому, і їх носії відповідно колонізували Сибір, Корею і Японію до 35 тис. років тому. Частини цих популяцій мігрували до Північної Америки під час Останнього льодовикового максимуму.

### Останній льодовиковий максимум

#### Євразія
Бл. 20 тис. років тому, орієнтовно через 5 тис. років після вимирання неандертальців, останній льодовиковий максимум змусив мешканців північної півкулі мігрувати до декількох притулків (відомих як рефугіуми) до кінця цього періоду. Вважається, що саме нащадки популяцій, які пережили льодовиковий максимум у цих рефугіумах, потім знову заселили Європу і є предками архаїчних історичних народів. Склад європейських популяцій був потім змінений новими міграціями, в першу чергу внаслідок неолітичної міграції з Середнього Сходу, і пізнішою халколітичними переселеннями, які пов'язують з Індо-Європейською міграцією.
Палеолітична археологічна ділянка на ріці Яна, Сибір, на 71° п.ш., лежить значно вище арктичного полярного кола та датується 27 тис. радіовуглецевих років тому, в часи заледеніння. Ділянка демонструє, що люди адаптувалися до цього жорсткого середовища Пізнього Плейстоцену високих широт значно раніше, ніж вважалося.
Припускають, що африканська Кебаранська культура Епіпалеоліту досягла Близького Сходу бл. 18 тис. років тому, принесши туди лук та стріли.[джерело?]

#### Америки

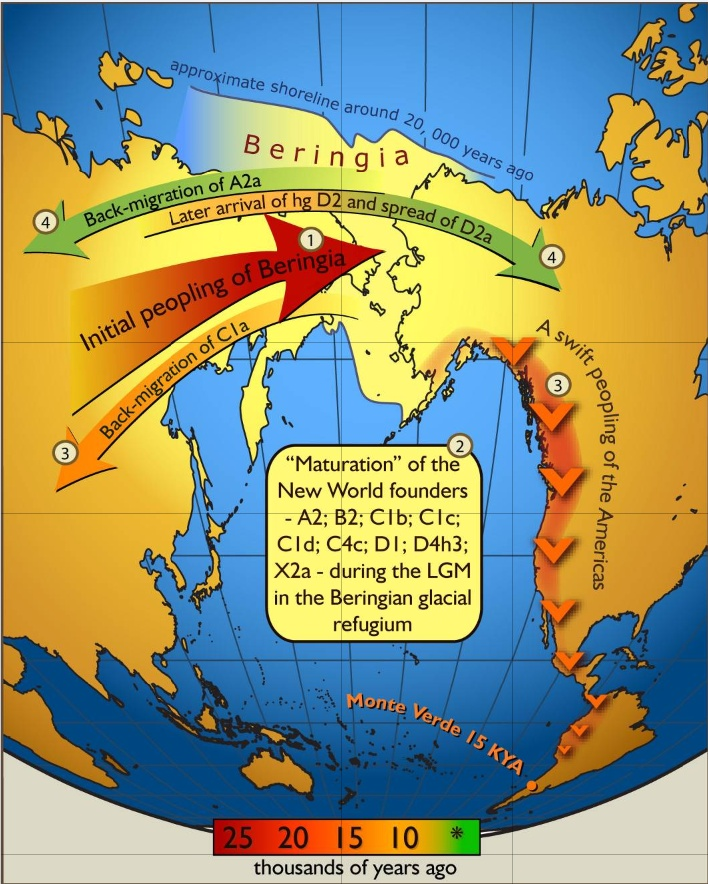
Схематичне зображення міграції через Берінгію на основі генетики материнської лінії: прибуття популяцій Центральної Азії до тундростепу Берингії бл. 25 тис. років тому, а потому заселення Америк бл. 15 тис.років тому.

Палеоіндіанці походять від популяцій Центральної Азії, які перейшли суходільний міст Берингії між східним Сибіром та сучасною Аляскою. Люди оселились в Америках до кінця останнього льодовикового періоду, або більш точно останнього льодовикового максимуму, не раніше 23 тис. років тому. Деталі міграцій палеоіндіанців по американському континенту, включно з датами та маршрутами, лишаються предметом дебатів та досліджень.
За традиційною теорією, ці ранні мігранти прийшли, коли рівень моря був значно нижчим з огляду на Четвертинне зледеніння, йдучи слідом за стадами вже вимерлої плейстоценової мегафауни по вільних від криги коридорах, які простягались між Лаврентійським і Кордильєрським льодовиковим щитами. За іншим запропонованим маршрутом, пішки або з використанням примітивних човнів, вони мігрували вздовж тихоокеанського узбережжя до Південної Америки (аж до Чилі, однак будь-які археологічні докази розселення берегами під час останнього льодовикового періоду зараз приховані декількома сотнями метрів води внаслідок підвищення рівня моря. Нещодавня знахідка генетичних маркерів корінних австралоазійців в Амазонії надала певну підтримку гіпотезі прибережного маршруту.

### Міграції Голоцену

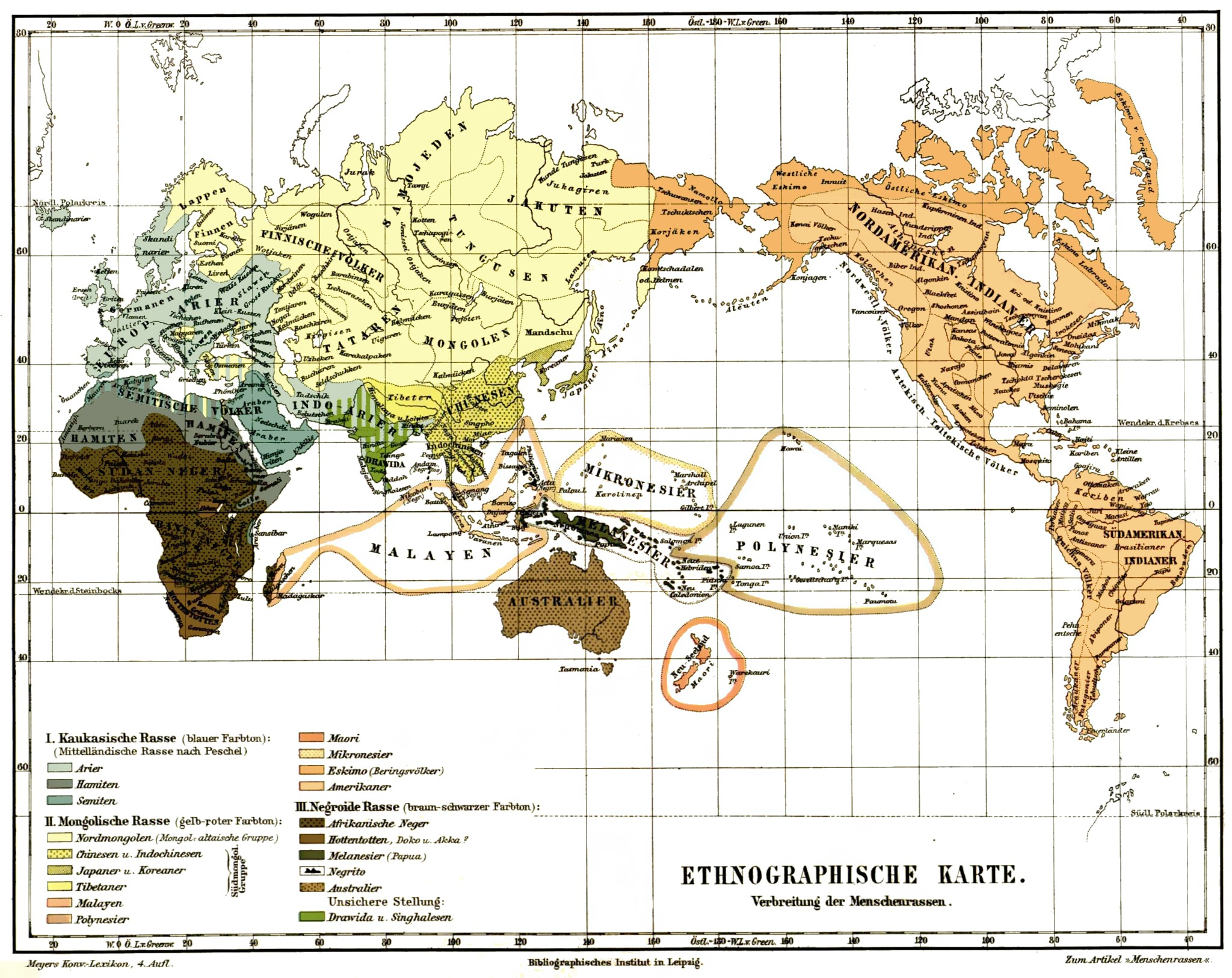
Етнографічна карта основних світових груп населення до початку ери колоніалізму (включає результат досучасних міграцій у Середньовіччі, у т.ч. міграції банту, австронезійців, угорців, арабів, слов'ян, вікінгів, турків і монголів). 4-е видання "Meyers Konversationslexikon" (1885–1892).

Початок Голоцену визначають 12 тис. років тому, після завершення Останнього льодовикового максимуму.
Під час голоценового кліматичного оптимуму, який розпочався бл. 9 тис. років тому, почалася міграція людських популяцій, які до того були географічно обмежені у рефугіумах.
До цього часу більшість частин земної кулі вже були заселені H. sapiens; але значні території, які були вкриті льодовиками, тепер змогли були повтоно заселені.
У цьому періоді відбувається перехід від Мезоліту до Неоліту по всій помірній кліматичній зоні.
Неоліт потім поступається Бронзові добі у культурах Старого світу, і поступово бл. 4 тис. років тому виникають історичні записи на Близькому Сході та в Китаї.
Вважається, що масштабні міграції у Мезоліті та Неоліті дали початок досучасному розподілу основних світових мовних сімей, таких як нігеро-конголезькі мови, ніло-сахарські мови, афразійські мови,  уральські мови, сино-тибетські мови чи індоєвропейські мови. Спекулятивна  ностратична теорія постулює походження основних мовних сімей Євразії (за виключеннями сино-тибетьської) з єдиної протомови, якою розмовляти на початку Голоцену.

#### Євразія
Оприлюднені 2014 року результати аналізу геному залишків стародавніх людей дозволяють припустити, що сучасне корінне населення Європи значною мірою є нащадками трьох виокремлених родів:  "західні мисливці-збирачі", які походять від кроманьйонців Європи, ранні європейські фермери, які прийшли в Європу з Близького Сходу під час неолітичної революції і стародавні північні євразійці, які поширились у Європу в рамках індоєвропейської міграції.
Афроазійську прабатьківщину розміщують у Африці або Азії.

#### Субсахарська Африка
Вважається, що нілоти виокремились від більш ранньої нерозділеної східносуданської спільноти бл. 5 тис. років тому. Розвиток протонілотів як групи міг бути пов'язаний з їх одомашненням худоби. Східносуданська спільнота мала б існувати значно раніше, ймовірно бл. 7 тис. років тому (а запропонована  ніло-сахарська спільнота - у Пізньому палеоліті, бл. 15 тис. років тому). Початковим локусом ранніх носіїв нілотської мови ймовірно була територія на схід від Нілу, у сучасному Південному Судані. Протонілоти 5 тис. років тому переважно займалися випасом худоби, а їх сусіди, прото-центральносуданські народи, переважно вирощували сільськогосподарські культури.
Вважається, що нігеро-конголезька сім'я  виникла бл. 6 тис. років тому у Західній чи Центральній Африці. Її поширення могло були пов'язано з поширенням сахельського сільського господарства у неолітичну добу Африки, після висихання Сахари бл. 39 ст. до н.е.. Міграція банту поширила мови Банту у Центральну, Східну та Південну Африку, частково замінивши корінне населення цих регіонів. Почавшись бл. 3 тис. років тому, вона досягла Південної Африки бл. 1 700 років тому.

#### Тихий океан

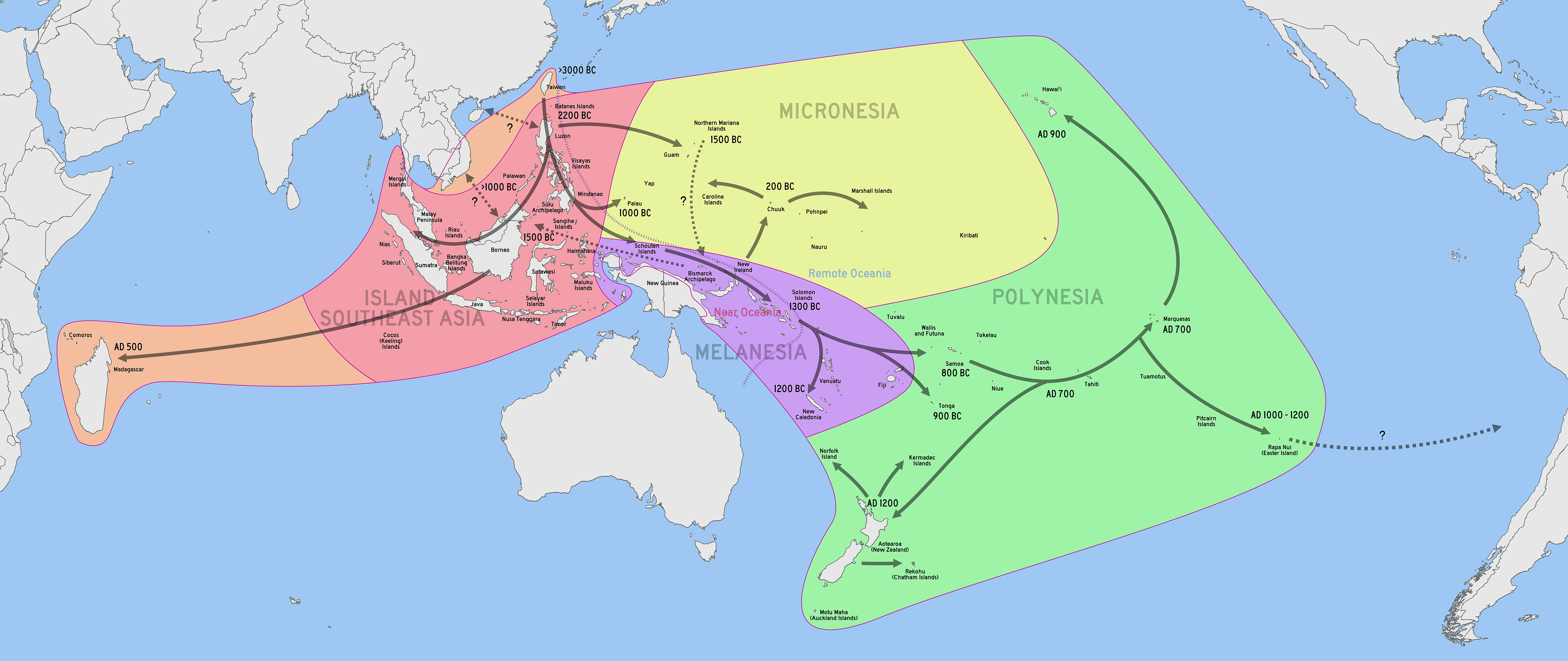
Мапа розселення австронезійців

Острови Тихого океану були заселені між бл. 1600 р. до н.е. і 1000 р. н.е.
Народ Лапіта, які отримали назву від археологічної ділянки у Лапіта, Нова Каледонія, де їх характерні глиняні вироби були вперше відкриті, був народом, який розмовляв австронезійською та поселився у Ближній Океанії (в першу чергу на архіпелазі Бісмарка у Папуа-Новій Гвинеї, та на Соломонових островах) бл. 1500 р. до н.е., де відбулося деяке змішування з наявним папуанським населенням. Після того, як вони отримали навички довгих морських подорожей, вони вирушили у  'Віддалену Океанію', ймовірно заселивши Вануату та Нову Каледонію бл. 1200 р. до н.е., потім Фіджі, Самоа та Тонга. На початок 1 тисячоліття до н.е., ця західна частина Полінезії була розкиданою павутиною вдалих популяцій, які оселилися на берегах островів та жили морем. До початку нової ери Мікронезія була повністю заселена; а тропічна східна Полінезія, включно з Таїті, була ймовірно заселена до 700 р.н.е. Останнім регіоном Полінезії, який було досягнуто, ймовірно стала Нова Зеландія, ймовірно десь бл. 1300 р.н.е.

#### Кариби
Кариби були одним з останніх місць, заселених людиною в Америках. Найстаріші залишки людини відомі з Великих Антильських островів (Куба та Еспаньйола) і датуються між 4000–3500 рр. до н.е.; порівняння у техніці виготовлення знарядь дозволяють припустити, що ці люди прийшли через Юкатанську протоку з Центральної Америки. Існує також багато доказів, що пізніші мігранти десь 2000 року до н.е. і пізніше прийшли з Південної Америки через регіон Оріноко. Нащадки цих мігрантів включають предків народів Таїно іКалінаго (острівні Кариби).

#### Арктика
Останнім регіоном, який був постійно заселений міграцією людини, стала Арктика.
Найбільш ранніми мешканцями центральної та східної Арктики Півічної Америки вважаються представники так званої Арктичної традиції малих знарядь (AST), яка існувала бл. 2500 років до н.е. AST сскладалася з декількох культур палеоескімосів, включно з культурами Індепенденс та Додорсетською культурою.
Інуїти є нащадками культури Туле, яка виникла з західної Аляски бл. 1000 р. н.е. та поступово витіснила Дорсетську культуру.

## Подальше читання
- Demeter F, Shackelford LL, Bacon AM, Duringer P, Westaway K, Sayavongkhamdy T, Braga J, Sichanthongtip P, Khamdalavong P, Ponche JL та ін. (2012). Anatomically modern human in Southeast Asia (Laos). Proceedings of the National Academy of Sciences. 109 (36): 14375—14380. Bibcode:2012PNAS..10914375D. doi:10.1073/pnas.1208104109. PMC 3437904. PMID 22908291. Архів оригіналу за 16 листопада 2013. Процитовано 1 березня 2019.
- Jared Diamond, Guns, germs and steel. A short history of everybody for the last 13'000 years, 1997.
- Reich, David (2018). Who We Are And How We Got Here – Ancient DNA and the New Science of the Human Past. Pantheon Books. ISBN 978-1-101-87032-7.
- Diamond, Jared (20 квітня 2018). A Brand-New Version of Our Origin Story. The New York Times. Архів оригіналу за 23 квітня 2018. Процитовано 23 квітня 2018.
- Veeramah, Krishna R.; Hammer, Michael F. (4 лютого 2014). The impact of whole-genome sequencing on the reconstruction of human population history. Nature Reviews Genetics. 15 (3): 149—162. doi:10.1038/nrg3625. PMID 24492235.